# Kumu
O Kumu (em estônio: Kumu Kunstimuuseum) é um museu de arte em Tallinn, Estônia. O museu é um dos maiores museus da Estônia e um dos maiores museus de arte do norte da Europa. É uma das cinco filiais do Museu de Arte de Estônia, abrigando seus principais escritórios. Kumu é uma abreviatura do estônio "Kunstimuuseum" (literalmente "museu de arte").
A arte internacional ocupa um lugar muito importante nas atividades do Kumu. Metade das exposições rotativas (um total de 11 ou 12 exposições maiores são organizadas anualmente nas quatro salas de exposições) lidam com a arte estoniana e a outra metade com arte histórica internacional e arte moderna. A construção do Kumu durou um longo período e, durante esse tempo, teve seu conceito alterado. O prédio originalmente planejado como uma galeria nacional tornou-se um museu que atua em dois níveis: coleções de arte estoniana do início do século 18 são exibidos no terceiro e quarto andares, e uma galeria de arte moderna está no quinto andar. A arte pré-Segunda Guerra Mundial é exibida no terceiro andar; o quarto andar abriga uma exposição de obras da época da ocupação soviética. No quinto andar, existem exposições de arte contemporânea da Estônia e do exterior. A galeria de arte contemporânea não é apenas um lugar de exposição, mas também um laboratório de idéias, um lugar onde a criatividade tem a liberdade de experimentar.
O Kumu recebeu o Prémio Museu Europeu do Ano de 2008 do European Museum Forum. Esse foi um notável reconhecimento internacional acerca de sua aspiração em se tornar um museu de arte verdadeiramente contemporâneo, que não se dedica apenas à conservação e exibição, mas a ser um espaço multifuncional, desde programas educacionais para crianças até discussões sobre a natureza e o significado da arte no mundo moderno.
É a ambição do Kumu participar constantemente nos mundos artísticos estonianos e internacionais, aos quais contribui o auditório de 245 lugares, com o seu programa cinematográfico, performances, concertos, seminários e conferências, assim como o centro educacional, com programas e cursos dirigidos para diversas idades, e a biblioteca, com a mais ampla seleção de literatura artística na Estônia.Seu papel é ser um centro educacional e de entretenimento, um impulsor da arte e da vida artística, um lugar de reflexão que transmite uma mensagem de estabilidade, um lugar que crie experiências e significados.

O prédio teve seu desenho feito pelo designer Pekka Vapaavuori, arquiteto finlandês que ganhou a competição em 1994. O Museu de Arte da Estônia foi fundado no dia 17 de novembro de 1919, mas o primeiro prédio do local surgiu em 1921. Em 1929 o prédio foi expropriado do museu para a reconstrução da área para o Presidente da Estônia.